# مارک ویز
مارک ویز (آلمانی: Marc Wiese؛ زادهٔ ۱ ژانویهٔ ۱۹۶۶) کارگردان فیلم، روزنامه‌نگار، و فیلم‌نامه‌نویس اهل آلمان است.